# 二セレン化炭素
二セレン化炭素（にセレンかたんそ、Carbon diselenide）は、CSe2の化学式で表される無機化合物である。黄色からオレンジ色の油状の液体で、刺激臭を持つ。二硫化炭素(CS2)のアナログ化合物である。光感受性を持ち、水に不溶で有機溶媒に可溶である。

## 合成、構造、反応
二セレン化炭素は、D∞hの対称性を持つ直線状分子である。セレン粉末をジクロロメタン蒸気と550℃近くで反応させることによって得られる。
2 Se + CH2Cl2 → CSe2 + 2 HCl
熱い管中で、セレン化水素と四塩化炭素を反応させたGrimmとMetzgerによって1936年に初めて報告された。
二硫化炭素と同様に、二セレン化炭素は、高圧化で重合する。重合体の構造は、–[Se–C(=Se)–C(=Se)–Se]–の主鎖を持っていると考えられている。重合体は、室温で50 S/cmの伝導率を持つ半導体である。
さらに、二セレン化炭素は、有機半導体や有機超電導体の合成に用いられるテトラチアフルバレンのセレン化アナログであるテトラセレナフルバレンの前駆体である。
二セレン化炭素は、第二級アミンと反応して、ジアルキジセレノカルバミン酸塩を生成する。
2 Et2NH + CSe2 → (Et2NH2+)(Et2NCSe2−)

## 安全性
二セレン化炭素は高い蒸気圧を持つ。毒性があり、吸入による障害を引き起こす。この危険性は、膜輸送が容易であることに依っていると考えられている。貯蔵されると、分解は遅い（30℃で1カ月に約1%）。商業的に手に入れる際は、高価である。
二セレン化炭素は、空気と混ざるとひどい悪臭を発する。その臭いは、1936年に初めて合成された際に、近くの村が避難させられたほどである。漂白剤で酸化させることによって、悪臭は中和される。